# Riell
|  | No s'ha de confondre amb rail. |

Un riell és una petita barra de metal fos no treballada, especialment de metalls preciosos. En l'encunyació de martell la fusió de riells era la fase preliminària a la fabricació de cospells. El motlle per fabricar-les es deia «pedra riellera» La paraula es un diminutiu de «riu».
| «                                 | Ferrer, ab modos tant bells al metall terrestre obrau y tant son se li apurau que de barras feu riells: Ja son mes richs los joyells de ferro, que de or mes pur;. | » |
| — Rector de Vallfogona, segle XVI | |   |